# Щукин, Фёдор Васильевич
Фёдор Васильевич Щукин (1768—1833) — купец, тверской городской глава.

## Биография
Родился в Твери, в купеческой семье. Купец 1-й гильдии. Торговал хмелем и конопляным маслом. В Твери имел каменный одноэтажный дом, при нём воскобойный завод.
В структурах гражданского управления занимал должности:
с г. — целовальник у продаже соли;
с 1797 г. — слободчик при сборе податей;
1791—1794 гг. — судья в словесном суде;
1798—1801 гг. — ратман в тверском городском магистрате;
1803—1806 и 1807—1812 гг — заседатель в гражданской палате.
В 1815 г. был избран городским главой. Этот пост Ф. В. Щукин занимал с 4 февраля 1815 по 10 января 1818 гг.
Скончался в 1833 г.